# Loma Real de Querétaro Fraccionamiento
Loma Real de Querétaro Fraccionamiento är en ort i Mexiko.   Den ligger i kommunen Querétaro och delstaten Querétaro Arteaga, i den centrala delen av landet, 190 km nordväst om huvudstaden Mexico City. Loma Real de Querétaro Fraccionamiento ligger 1 884 meter över havet och antalet invånare är 128.
Terrängen runt Loma Real de Querétaro Fraccionamiento är platt åt sydväst, men åt nordost är den kuperad. Terrängen runt Loma Real de Querétaro Fraccionamiento sluttar söderut. Runt Loma Real de Querétaro Fraccionamiento är det tätbefolkat, med 849 invånare per kvadratkilometer. Närmaste större samhälle är Santiago de Querétaro, 10,6 km sydost om Loma Real de Querétaro Fraccionamiento. Omgivningarna runt Loma Real de Querétaro Fraccionamiento är en mosaik av jordbruksmark och naturlig växtlighet.